# ابوالقاسم قلم‌سیاه
ابوالقاسم قلم‌سیاه (زادهٔ ۱۲۹۹ در کرمان – درگذشتهٔ ۹ آذر ۱۳۸۹) فیزیک‌دان اهل ایران است.
وی در کرمان متولد شد. او پس از دبیرستان (دبیرستان ایرانشهر) در سال ۱۳۱۸ به دانشسرای عالی رفت و به تهران آمد او در آنجا شاگرد استادان چون محمود حسابی بود. او در سال ۱۳۲۲ در رشته فیزیک شیمی موفق به اخذ دانشنامه کارشناسی شد و سپس برای تدریس به شهر یزد رفت. او در آنجا ازدواج کرد. او تا سال ۱۳۳۵ در شهر یزد تدریس کرد و سپس به تهران منتقل شد و در سال ۱۳۳۹ به فرانسه اعزام شد. او در فرانسه تحصیل رشته علوم فیزیک موفق به کسب دکترا شد و در سال ۱۳۴۲ به ایران بازگشت. او در بازگشت با اینکه عضو رسمی آموزش و پرورش ایران بود با کمک عده‌ای به دانشگاه تهران انتقال یافت و به عنوان عضو پژوهشی در آنجا مشغول به خدمت شد و این همکاری تا زمان جدا شدن سازمان انرژی اتمی از دانشگاه تهران با این مؤسسه همکاری کرد. او در سال ۱۳۶۴ بازنشسته شد. ابوالقاسم قلم سیاه در نهم آذر ۱۳۸۹ از دنیا رفت.
او همچنین از مؤلفین کتاب‌های درسی ایران است و در دانشنامه بزرگ فارسی ایران به مسولیت آن با احمد بیرشک بود همکاری داشته‌است.

## کتاب‌ها
1. زندگینامهٔ علمی دانشوران
2. مکانیک برکلی
3. فرهنگ علم
4. مبانی رآکتورهای هسته‌ای
5. فرهنگ اندیشهٔ نو
6. فیزیک (۱) سال اول مرکز تربیت معلم
7. فیزیک دوره‌های نظری، ۶ جلد
8. مکانیک سال چهارم ریاضی فیزیک
9. اندازه‌گیری رادیواکتیویتهٔ طبیعی هوای تهران
10. حفاظت رادیولوژیکی محیط زیست